# فاتوماتا بوگایوکو
فاتوماتا بوگایوکو (انگلیسی: Fatoumata Bagayoko؛ زادهٔ ۲۳ مهٔ ۱۹۸۸) بازیکن زن بسکتبال اهل مالی است.
وی در مسابقات کشوری و بین‌المللی در مجموع برندهٔ ۱ مدال برنز شده‌است.